# Рім-Сін II
Рім-Сін II (букв. «Телець (бога) Сіна») — цар Ларси, правив приблизно в 1741-1737 до н. е..

## Початок повстання
Ймовірно, не без впливу поразок вавилонян на півночі, повстав весь південь країни, практично все колишнє царство Ларса: Ур, Ларса, Куталлу,  Урук, Кісура, ймовірно, Лагаш, а потім також Ніппур і Ісін. Їх підтримували племена ідамарац і ямутбала. На чолі заколоту встав Рім-Сін, ймовірно, нащадок Рім-Сіна — царя Ларси, з часу захоплення якої Хаммурапі пройшло трохи більше 20 років. Можливо, що цей Рім-Сін II був сином Вараді-Сіна, хоча в цьому випадку він повинен був бути дуже похилого віку (понад 80 років). Від часу повстання зберігся відбиток печатки, який говорить: «Рім-Сін, син Вараді-Сіна, царя Ларси». Видно, не тільки в багатих, а й інших прошарках суспільства було повно незадоволених суворостями, що настали при Хаммурапі, на це вказує одностайна підтримка Рім-Сіна по всьому півдню і в центрі країни. Рім-Сін II оголосив себе царем і ввів на півдні свої датувальні формули. 9-й рік правління Самсу-ілуни (бл. 1741 до н. е.) має датувальну формулу «Військо каситів було розбите», а на півдні цей же рік названий «Рім-Сін став царем».

## Придушення повстання
У 10-й рік свого правління (бл. 1740 до н. е.) Самсу-ілуна розгромив військо племен ідамарац, ямутбала, міст Урук і Ісін, і захопив Ур і Урук (судячи з його датувальної формули). І дійсно з 1740 до н. е. в Урі знову з'являються датування Самсу-ілуни. Мабуть, Самсу-ілуна повністю опанував становищем, а Рім-Сін втік і зачинився в незначному місті Кеш, недалеко від Ніппура. Однак він продовжував утримувати Урук і Ларсу і в цей рік.
Мало того, вже було примирений Ур знову в 1739 до н. е. приєднується до загального повстання всього півдня. Однак безуспішно. На повторне повстання Самсу-ілуна на 11-му році (бл. 1739 до н. е.) відповів таким погромом в Урі, Уруці, Ларсі й інших містах, якого Дворіччя не бачило з часів Рімуша. Після цього південні міста надовго обезлюдніли, в них дуже рідко зустрічаються, та й то лише розрізнені, документи датовані після 11-12-го років Самсу-ілуни (бл. 1739 до н. е.-1738 до н. е.). Повстання проте на цьому не скінчилася. Лише в 12 рік (бл. 1738 до н. е.) була взята маленька Кісура, і тільки в 13-й (бл. 1737 до н. е.) загинув сам Рім-Сін II.